# Rajd Polski 1998
Rajd Polski 1998 (55. Rajd Polski) to kolejna, 55 edycja rajdu samochodowego Rajd Polski rozgrywanego w Polsce. Rozgrywany był od 12 do 14 czerwca 1998 roku. Bazą rajdu był Kraków. Rajd był dwudziestą piątą rundą Rajdowych Mistrzostw Europy w roku 1998, a także czwartą rundą Rajdowych Samochodowych Mistrzostw Polski w roku 1998.

## Wyniki końcowe rajdu
| Miejsce                        | Kierowca                     | Pilot                        | Samochód                     | Czas                         | Strata                       |                              |
| Klasyfikacja generalna i ERC   | Klasyfikacja generalna i ERC | Klasyfikacja generalna i ERC | Klasyfikacja generalna i ERC | Klasyfikacja generalna i ERC | Klasyfikacja generalna i ERC | Klasyfikacja generalna i ERC |
| ------------------------------ | ---------------------------- | ---------------------------- | ---------------------------- | ---------------------------- | ---------------------------- | ---------------------------- |
| 1                              | Krzysztof Hołowczyc          | Maciej Wisławski             | Subaru Impreza WRC '97       | 2:37:39.0                    | -                            |                              |
| 2                              | Robert Gryczyński            | Tadeusz Burkacki             | Toyota Corolla WRC           | 2:40:45.1                    | +3:06.1                      |                              |
| 3                              | Sergei Baldykow              | Anton Zinowiew               | Subaru Impreza WRC '98       | 2:43:38.8                    | +5:59.8                      |                              |
| 4                              | Toni Gardemeister            | Paavo Lukander               | Lancia Delta HF Integrale    | 2:43:41.4                    | +6:02.4                      |                              |
| 5                              | Aleksander Potapow           | Eugeny Jiwoglazow            | Ford Escort RS Cosworth      | 2:44:12.4                    | +6:33.4                      |                              |
| 6                              | Gmarino Zenere               | Sauro Farnocchia             | Subaru Impreza 555           | 2:46:31.9                    | +8:52.9                      |                              |
| 7                              | Cezary Fuchs                 | Robert Ziemski               | Toyota Celica GT-Four        | 2:46:50.1                    | +9:11.1                      |                              |
| 8                              | Piotr Świeboda               | Artur Skorupa                | Mitsubishi Lancer EVO IV     | 2:47:11.8                    | +9:32.8                      |                              |
| 9                              | Jasen Popow                  | Dilian Popow                 | Ford Escort WRC              | 2:48:36.6                    | +10:57.6                     |                              |
| 10                             | Leszek Kuzaj                 | Jakub Mroczkowski            | Mitsubishi Lancer EVO V      | 2:49:53.4                    | +12:14.4                     |                              |
| Klasyfikacja mistrzostw Polski |                              |                              |                              |                              |                              |                              |
| 1                              | Krzysztof Hołowczyc          | Maciej Wisławski             | Subaru Impreza WRC '97       | 2:37:39.0                    | -                            |                              |
| 2                              | Robert Gryczyński            | Tadeusz Burkacki             | Toyota Corolla WRC           | 2:40:45.1                    | +3:06.1                      |                              |
| 3                              | Cezary Fuchs                 | Robert Ziemski               | Toyota Celica GT-Four        | 2:46:50.1                    | +9:11.1                      |                              |
| 4                              | Piotr Świeboda               | Artur Skorupa                | Mitsubishi Lancer EVO IV     | 2:47:11.8                    | +9:32.8                      |                              |
| 5                              | Leszek Kuzaj                 | Jakub Mroczkowski            | Mitsubishi Lancer EVO V      | 2:49:53.4                    | +12:14.4                     |                              |
| 6                              | Wojciech Zaborowski          | Tomasz Malec                 | Mitsubishi Lancer Evo III    | 2:50:36.8                    | +12:57.8                     |                              |
| 7                              | Robert Herba                 | Andrzej Górski               | Mitsubishi Lancer Evo IV     | 2:52:02.2                    | +14:23.2                     |                              |
| 8                              | Paweł Dytko                  | Tomasz Dytko                 | Ford Escort RS Cosworth      | 2:54:04.6                    | +16:25.6                     |                              |
| 9                              | Jarosław Pineles             | Maciej Wodniak               | Mitsubishi Lancer Evo IV     | 2:54:38.6                    | +16:59.6                     |                              |
| 10                             | Wiesław Stec                 | Stanisław Bazan              | Mitsubishi Lancer Evo III    | 3:00:35.9                    | +22:56.9                     |                              |